# Межник (Осташковский район)
Межник — деревня в Осташковском районе Тверской области. Входит в Осташковский городской округ.

## История
В 1966 г. указом президиума ВС РСФСР деревни Большой Межник и Малый Межник, фактически слившиеся в единый населённый пункт переименованы в Межник.
До 2017 года деревня входила в ныне упразднённое Залучьенское сельское поселение

## Население
| 2008 | 2010 |
| ---- | ---- |
| 0    | →0   |